# Rosario Prestopino
Rosario Prestopino (Napoli, 18 dicembre 1950 – Roma, 13 maggio 2008) è stato un truccatore ed effettista italiano.
Ha lavorato con registi quali Lucio Fulci, Lamberto Bava, Michele Soavi e Ruggero Deodato, curando il trucco per film divenuti dei cult movie come Zombi 2, Paura nella città dei morti viventi, Lo squartatore di New York, Dèmoni. Ha realizzato gli effetti speciali di Zombi Holocaust e Zora la vampira.

## Filmografia parziale

### Truccatore
- Il solco di pesca regia di Maurizio Liverani (1975)
- La stanza del vescovo regia di Dino Risi (1977)
- Zombi 2 regia di Lucio Fulci (1979)
- Patrick vive ancora regia di Mario Landi (1980)
- Paura nella città dei morti viventi regia di Lucio Fulci (1980)
- Zombi Holocaust regia di Marino Girolami (1980)
- Le notti del terrore regia di Andrea Bianchi (1981)
- Black Cat (Gatto nero) regia di Lucio Fulci (1981)
- Lo squartatore di New York regia di Lucio Fulci (1982)
- La bimba di Satana regia di Mario Bianchi (1982)
- Il padrone del mondo regia di Alberto Cavallone (1983)
- La guerra del ferro - Ironmaster, regia di Umberto Lenzi (1983)
- I guerrieri dell'anno 2072 regia di Lucio Fulci (1984)
- Cristoforo Colombo regia di Alberto Lattuada (1985)
- Schiave bianche, violenza in Amazzonia regia di Mario Gariazzo (1985)
- Dèmoni regia di Lamberto Bava (1985)
- La Bonne regia di Salvatore Samperi (1986)
- Dèmoni 2... L'incubo ritorna regia di Lamberto Bava (1986)
- The Barbarians regia di Ruggero Deodato (1987)
- Sicilian Connection regia di Tonino Valerii (1987)
- Le foto di Gioia regia di Lamberto Bava (1987)
- Opera regia di Dario Argento (1987)
- A cena col vampiro regia di Lamberto Bava (1988)
- Minaccia d'amore regia di Ruggero Deodato (1988)
- Maya regia di Marcello Avallone (1989)
- La chiesa regia di Michele Soavi (1989)
- Paganini Horror regia di Luigi Cozzi (1989)
- Meridian regia di Charles Band (1990)
- American Risciò regia di Sergio Martino (1990)
- Il muro di gomma regia di Marco Risi (1991)
- La setta regia di Michele Soavi (1991)
- Zora la vampira regia di Manetti Bros. (2000)
- Vola Sciusciù regia di Joseph Sargent (2000)
- Una notte per decidere (Up at the Villa) regia di Philip Haas (2000)
- Crociati regia di Dominique Othenin-Girard (2001)
- L'uomo sbagliato regia di Stefano Reali (2003)
- Nel mio amore regia di Susanna Tamaro (2004)
- Maria Montessori regia di Gianluca Tavarelli (2006)
- Giuseppe Moscati regia di Giacomo Campiotti (2006)
- Cemento armato regia di Marco Martani (2007)
- Questa notte è ancora nostra regia di Luca Miniero e Paolo Genovese (2007)
- Io, l'altro regia di Mohsen Melliti (2007)
- Salomè - Una storia regia di Raffaele Buranelli - cortometraggio (2010

### Effetti speciali
- Zombi Holocaust regia di Marino Girolami (1980)
- Zora la vampira regia di Manetti Bros. (2000)
- Amore estremo regia di Davide Melini (2006)
- La sceneggiatura regia di Davide Melini (2006)